# Pitcrocknie Bridge
Die Pitcrocknie Bridge ist eine Straßenbrücke in der schottischen Ortschaft Alyth in der Council Area Perth and Kinross. 1971 wurde die Brücke in die schottischen Denkmallisten in der Denkmalkategorie B aufgenommen.

## Beschreibung
Die Pitcrocknie Bridge befindet sich am Ostrand von Alyth jenseits des Golfplatzes. Die Grenze zur benachbarten Council Area Angus verläuft 1,7 Kilometer südöstlich. Die Bogenbrücke führt die B954 etwa 2,8 Kilometer vor dessen Mündung in den Isla über den Alyth Burn. Das Mauerwerk der Pitcrocknie Bridge besteht aus behauenem Feldstein. Ihr ausgemauerter Bogen ist elliptisch ausgeführt. Hohe Brüstungen, die zu beiden Seiten auffächern, begrenzen beidseitig die Fahrbahn der B954. Ein eingelegte Plakette weist das Baujahr 1848 aus.